# Robert Christiaan Noortman

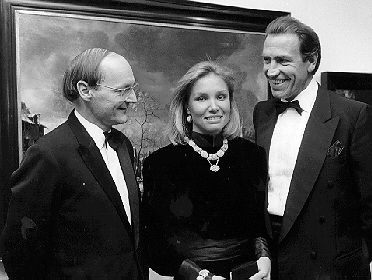
Robert Noortman en zijn vrouw ontvangen burgemeester Philip Houben (links) tijdens Pictura 1987 in de Maastrichtse Eurohal

Rob Noortman (Heemstede, 5 maart 1946 - Borgloon, 14 januari 2007) was een invloedrijk Nederlands kunsthandelaar en zakenman. Na zijn dood raakte hij in opspraak vanwege fraude en mogelijk vernietiging van kunstwerken.

## Jeugd en opleiding
Noortman werd geboren in Heemstede, waar zijn vader politieman was. Op 16-jarige leeftijd verliet hij de middelbare school zonder diploma. Wel leerde hij zichzelf vloeiend uitdrukken in het Engels, Frans en Duits. Aanvankelijk bestond zijn loopbaan uit twaalf ambachten en dertien ongelukken, maar gaandeweg ontwikkelde hij zich tot een behendig zakenman, die handelde in velerlei artikelen, variërend van koelkasten tot auto's. Toen hij twintig was, trad hij in dienst van een tapijthandelaar in Heerlen, waar hij zich begon te interesseren voor kunst. Zo had hij het idee om de tapijten in de etalage aan te prijzen met het toevoegen van een kunstzinnig element in de vorm van schilderijen. Later verkocht hij ook schilderijen in zijn tapijtenwinkel.

## Kunsthandel
In 1968 begon hij een kunstgalerie in het dorp Hulsberg, een paar kilometer ten oosten van Maastricht. In 1974 opende hij een filiaal in Londen, dat uitgroeide tot een bloeiende kunsthandel in Bond Street. Enkele jaren later opende Noortman een filiaal op Madison Avenue in New York.
In 1975 was hij met een aantal collega's, onder wie de invloedrijke Amsterdamse kunsthandelaar Evert Douwes, betrokken bij de organisatie van Pictura 75, een bescheiden kunstbeurs, die later zou uitgroeien tot de grote internationale kunst- en antiekbeurs, die elk voorjaar in Maastricht plaatsvindt. Vanaf 1988 heet deze The European Fine Art Fair (TEFAF). Noortman werd in 1989 voorzitter van het organiserend comité van TEFAF en zou dat tien jaar blijven. Daarna was hij twee jaar directeur. Ook was Noortman betrokken bij de Amsterdamse beurs pAn Amsterdam.
Noortman woonde in het kasteel Grote Mot in de vallei van de Herk in Kuttekoven, een deelgemeente van Borgloon in Belgisch-Limburg, naar eigen zeggen niet vanwege de belastingen, maar vanwege de "ruimte". In 1980 verhuisde de galerie en het hoofdkwartier van het bedrijf naar een herenhuis aan het Vrijthof in Maastricht. De galerie was befaamd vanwege het grote aanbod van belangrijke Hollandse meesters en impressionistische en post-impressionistische schilderijen. Op 16 februari 1987 verdwenen uit de galerie aan het Vrijthof negen doeken van 17e-eeuwse schilders, waaronder Meindert Hobbema, Willem van de Velde, Jan Brueghel de Jonge en David Teniers. Verzekeringsmaatschappij Lloyd's betaalde vier maanden na de inbraak een bedrag van 1,1 miljoen pond sterling uit, minder dan de 5,2 miljoen gulden die Noortman claimde, omdat de verzekeraar twijfels had over de waarde van de schilderijen, met name de Hobbema. Dit werk was door Noortman voor ongeveer 175.000 gulden gekocht, maar kort voor de diefstal voor meer dan het tienvoudige verzekerd. Over deze opzienbarende schilderijenroof hieronder meer.

## Invloed op de kunstwereld
Noortman specialiseerde zich in de 17e-eeuwse Hollandse School en het Franse impressionisme. Tot zijn grootse successen behoorde het aanbieden van drie schilderijen van Rembrandt van Rijn. Zijn zaken brachten hem in contact met vele invloedrijke mensen en instituten. Noortman werd adviseur van privé-kunstverzamelaars en musea over de gehele wereld, waaronder het Rijksmuseum in Amsterdam, het Mauritshuis in Den Haag, het Getty Museum, de National Gallery of Art in Washington, de National Gallery in Londen, het Metropolitan Museum of Art in New York en het Museum of Israel.
De National Gallery in Londen dankt de aankoop van belangrijke werken aan Noortman's bemiddeling en vernoemde de "Noortman room of Dutch cabinet paintings", met schenkingen van Noortman, naar hem. Noortman adviseerde ook de Amsterdamse verzamelaar George Kremer bij het aanleggen van zijn Sammlung Kremer, toegespitst op Nederlandse 17e-eeuwse kunst.

## Nevenactiviteiten
Noortman behaalde zijn vliegbrevet en haalde in 1989 een notering in het Guinness Book of Records door als piloot van een lijnvliegtuig alle 12 landen van de Europese Unie binnen één dag aan te doen. In 1990 voltooide hij de marathon van New York. Noortman was een liefhebber van oude auto's, hij hield van zeilen en het maken van wijn.
Noortman ondersteunde projecten voor basisinfrastructuur en kinderhuisvesting in de derde wereld van het fonds Christian Children's Fund. Verder was hij nauw betrokken bij de door hem opgerichte Stichting Michelle, die onderzoek en behandeling van Tubereuze Sclerose Complex initieert en financiert. Ook ondersteunde hij het United World College Maastricht, een internationale school voor getalenteerde kinderen die opgeleid worden tot wereldburgers.

## Bedrijfsovername en overlijden
In juni 2006 verkocht Noortman zijn complete bedrijf en collectie aan het veilinghuis Sotheby's, waarbij hij aandeelhouder en adviseur werd van Sotheby's. De waarde van het bedrijf Noortman Master Paintings werd vastgesteld op US$ 56,5 miljoen in aandelen, waarbij het veilinghuis US$ 26 miljoen aan schulden overnam. Eind 2006 werd bij Noortman alvleesklierkanker vastgesteld en werd hij opgenomen in het ziekenhuis. In december was hij nog aanwezig op een veiling in Londen maar in januari 2007 overleed hij thuis in Borgloon. Hoewel Noortman zowel aan artrose en kanker leed, overleed hij toch tamelijk onverwacht aan een hartaanval.

## Eerbewijzen
Twee dagen voor zijn overlijden ontving Noortman de eremedaille van de stad Maastricht wegens zijn inzet voor de stad en de Euregio Maas-Rijn. Naar verluidt was eveneens een Koninklijke onderscheiding aangevraagd, die hij op 5 maart (op zijn 61 verjaardag) zou ontvangen. Hij bezat al de titels Honorary Liveryman of the City of London en Chevalier de l'Ordre des Arts et des Lettres, verleend door de Franse minister van Cultuur. Een leerstoel aan de faculteit cultuurwetenschappen van de Universiteit Maastricht werd naar hem vernoemd. Na het in opspraak raken van Noortman zijn deze eerbewijzen voor zover bekend niet teruggedraaid, wegens "onvoldoende bewijs".

## Noortman in opspraak

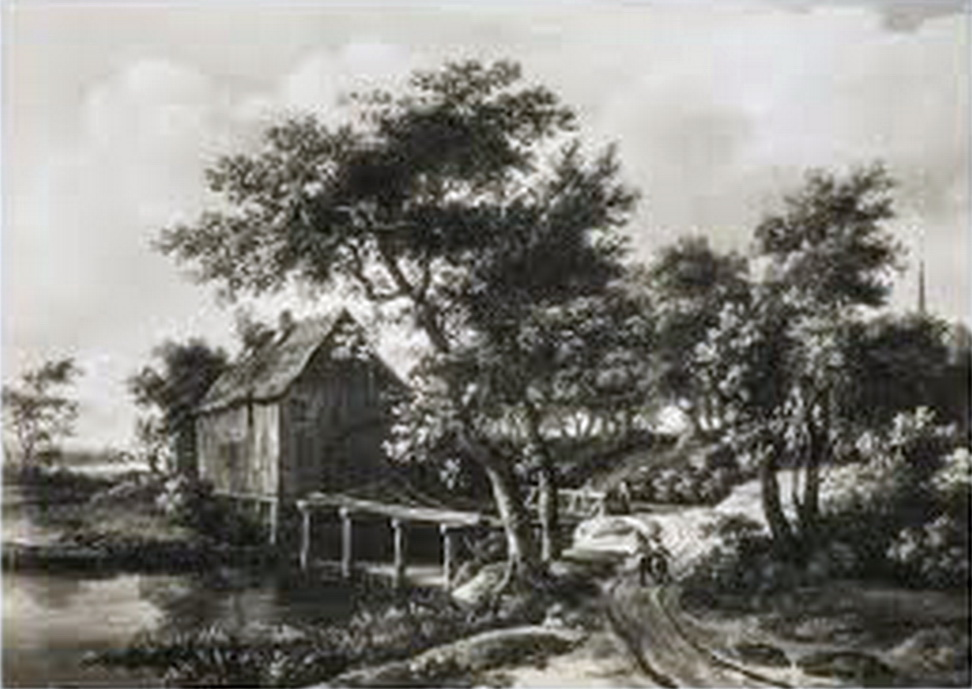
Het spoorloos verdwenen schilderij van een watermolen door Meindert Hobbema

Begin 2009, twee jaar na zijn dood, raakte Noortman in opspraak. Volgens de privédetective Ben Zuidema zou Noortman in 1987 de diefstal van negen doeken uit zijn galerie aan het Vrijthof in scène hebben gezet om de verzekeringsmaatschappij op te lichten. Bij een inval in een Valkenburgs hotel en een woning in het vlakbij gelegen gehucht Walem (bij Schin op Geul) trof een team van de Nationale Recherche op 6 maart 2009, op aanwijzing van Zuidema, acht van de negen gestolen meesterwerken aan. Bij de inval werden drie personen gearresteerd: de 66-jarige bewoner van het huis in Walem, een 45-jarige in Dubai wonende Duitser en diens 62-jarige moeder uit het Belgische Plombières. De bewoner van het huis te Walem gaf aan dat hij de schilderijen van Noortman had gekregen om te worden vernietigd, maar dat niet had gedaan. In plaats daarvan hadden hij en zijn vrouw de doeken 22 jaar lang bewaard op zolder. Na de dood van zijn vrouw wilde hij, naar eigen zeggen, de schilderijen teruggeven. De twee andere verdachten waren kennissen, die hem daarbij wilden helpen. Zuidema werd benaderd vanwege zijn ervaring met het opsporen en terugbezorgen van gestolen kunstwerken en omdat hij al eerder, in opdracht van Noortman, met de zaak bezig was geweest. Zuidema's versie van het verhaal luidde dat de drie hem hadden benaderd omdat ze de doeken te gelde wilden maken, aangezien het misdrijf inmiddels verjaard was. Het negende en meest waardevolle doek, de Hobbema, bleef spoorloos en zou, volgens de man uit Walem, door Noortman eigenhandig zijn vernietigd.
Op 6 juni 2009 onthulde het programma KRO Reporter dat Noortman in zijn jonge jaren deel uitmaakte van een Limburgse bende kaskrakers, waarin hij de rol van verkenner zou hebben gehad. Hij zou hiervoor niet zijn vervolgd omdat hij tevens politie-informant was. Later werd hij veroordeeld voor geweld tegen politiemensen. De vonnissen werden in beeld gebracht en getuigen aan het woord gelaten. De man uit Walem, die de opdracht kreeg de schilderijen te verbranden, kende Noortman uit die periode.
Het onderzoek naar de ware toedracht van de kunstroof uit de galerie van Noortman werd voortgezet door het Art Loss Register en de betrokken verzekeringsmaatschappijen, in samenwerking met Sotheby's. Daarnaast sleepte de rechtszaak tegen de drie van heling en witwassing verdachte personen zich ruim tien jaar voort. Pas op 8 juli 2021, 34 jaar na de schilderijenroof, maakte een uitspraak van de Hoge Raad duidelijk dat Noortman, hoewel niet onomstotelijk bewezen, schuldig werd geacht aan de verdwijning van de schilderijen. De drie verdachten, de inmiddels 80-jarige Jo Meex uit Walem, de 76-jarige vrouw uit Plombières en haar 49-jarige zoon Eckhardt P., werden vrijgesproken omdat de doeken volgens de rechter niet uit misdrijf waren verkregen, maar uit eigen beweging waren gegeven door Robert Noortman. De uitspraak van de Hoge Raad werd in 2021 om onbekende redenen niet gepubliceerd, maar na vragen van dagblad De Limburger in maart 2023 werden de stukken alsnog openbaar gemaakt.

## Einde kunsthandel
Noortman Master Paintings, in 2006 overgenomen door Sotheby's, werd na de dood van Rob voortgezet onder leiding van diens zoon William. Het bedrijf verhuisde naar Amsterdam, maar leed onder de reputatieschade en veranderingen in het internationale kunstklimaat. In 2012 verhuisde de galerie naar Londen. Op 31 december 2013 sloot de kunsthandel de deuren.